# 阿扎里亚·阿龙

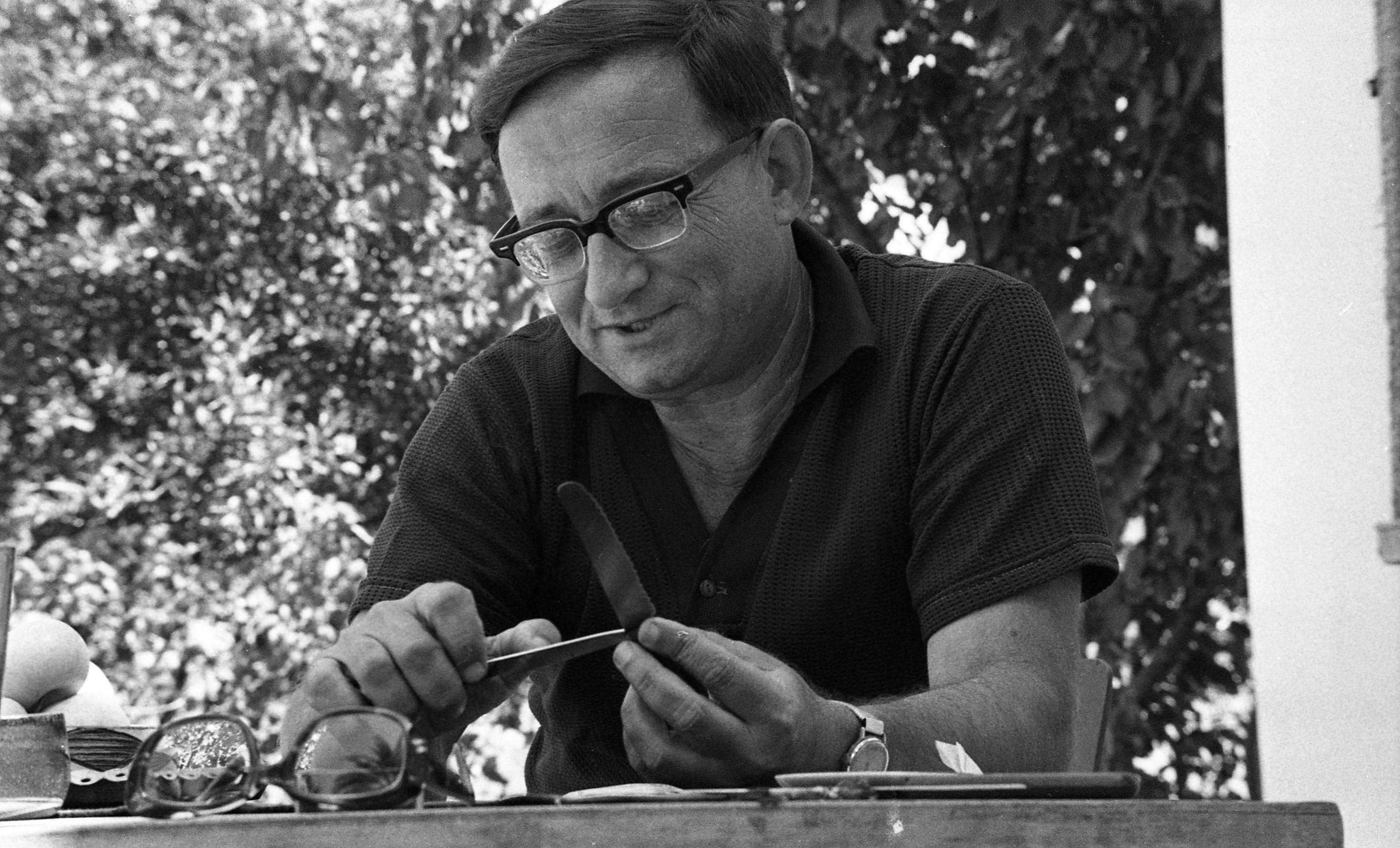

阿扎里亚·阿龙（英語：Azaria Alon，1918年11月15日—2014年1月19日），是一名以色列奖获奖者、环境保护家。他还是以色列自然保护学会创始者之一。
2012年，阿扎里亚·阿龙获得以色列奖终身成就奖。在1980年时，以色列自然保护学会获得以色列奖时，他已经开始被关注。2014年1月，去世。

## 相关
- 以色列奖获奖者列表（英语：List of Israel Prize recipients）